# 2006 QQ23
2006 QQ23 — навколоземний астероїд з групи Атона. Відкритий 21 серпня 2006 року в обсерваторії Сайдинг-Спрінг (Австралія). За приблизними оцінками астероїд сягає 250—570 м в діаметрі. Його орбіта перетинається з орбітою Землі, проте астероїд не становить загрози для людства. Дуга спостереження становить 12 років і орбіта об'єкта чітко розрахована.
10 серпня 2019 року о 7:23 за UTC 2006 QQ26 наблизився до Землі на відстань 0,04977 а. о. (7 445 000 км), рухаючись зі швидкістю 4,67 км/с (16 800 км/год).